# Alexander Radó
Alexander Radó, Sándor Radó, Alexander Radolfi, también conocido como Alex y Alejandro, originalmente llamado Sándor Kálmán Reich (Budapest, Imperio Austrohúngaro, 5 de noviembre de 1899-Budapest, 20 de agosto de 1981) fue un geógrafo y cartógrafo húngaro que durante la Segunda Guerra Mundial, y bajo nombres en clave de Dora y Albert, fue miembro del movimiento de resistencia de alcance europeo Orquesta Roja (Rote Kapelle).

## Biografía
Sándor Radó se incorporó tempranamente al movimiento comunista. En 1918 se hizo miembro del Partido Comunista de Hungría. En 1919 era comisario político en la República Soviética Húngara. Tras la derrota, Radó huyó a Austria y comenzó allí a estudiar la carrera de Geografía en la   Universidad de Viena. En 1921 participó como delegado en el III Congreso de la Internacional Comunista celebrado en Moscú. A partir de 1922 residió en Alemania y continuó estudios en Jena y Leipzig.
En 1923 contrajo matrimonio con Helene Jansen, una periodista germano-húngara, traductora literaria y comunista del KPD, cuyo seudónimo era Maria Arnold.
En 1924 Radó publicó en la editorial Westermann un mapa político de la Unión Soviética e  «inventó» en este contexto la abreviatura alemana UdSSR (URSS). En los años que siguieron, fue consultado como experto en Unión Soviética por los editores alemanes y responsable de su cartografía. En 1925 apareció su Führer durch die Sowjetunion, una guía no turística sobre la Unión Soviética que estuvo considerada durante los veinte años siguientes como la única obra fiable sobre el tema. Radó trabajó en los años siguientes en distintos países, pero publicó principalmente en Alemania. En 1929 apareció, bajo el nombre de Alex, o también Alexander Radó el Atlas für Politik, Wirtschaft, Arbeiterbewegung. Teil 1: Der Imperialismus [Atlas de política, economía, movimiento obrero. Primera parte: El imperialismo] una obra que también tuvo amplia difusión y cuyo empaste diseñó John Heartfield. En 1932 publicó la primera guía de viajes aéreos y fundó la primera agencia de prensa cartográfica.
Tras la Machtergreifung (toma del poder) de los nacionalsocialistas en 1933, Radó huyó a París, donde fue fundador de la agencia independiente de prensa Inpress. Arthur Koestler fue allí uno de sus colaboradores.
En 1936 Radó se mudó a Suiza y fundó en Ginebra la agencia cartográfica Geopress, que proveía a los diarios con material cartográfico actualizado.
Formó parte de los contactos del servicio de información militar soviético GRU que comunicaron a la Unión Soviética la fecha planeada para el ataque alemán Operación Barbarroja. Como parte integrante de la célula de resistencia Orquesta roja, Radó conseguía informaciones desde Suiza sobre los preparativos de guerra de los alemanes. Ruth Werner fue por un tiempo su radiotelegrafista. Cuando ella abandonó Suiza en 1940, Alexander Foote la sucedió como su operador de radio. Rudolf Rößler era uno de sus informantes principales.
Recién empezado el año 1943, sus enemigos lograron detectar sus tres emisoras de radio (las Rote Drei). Su cuñado, Hermann Scherchen, lo ocultó por un tiempo en Ginebra, hasta que en 1944 pudo salir de Suiza. Pasando por París y El Cairo, llegó Radó finalmente a la Unión Soviética, donde fue internado inmediatamente. Debido a que en París y El Cairo había establecido contacto con servicios secretos británicos, un tribunal militar en Moscú lo condenó a muerte por desobediencia pese a que su trabajo anterior para la GRU había sido reconocido con la Orden de la Bandera Roja. Pero Stalin lo indultó, rebajándole la pena a diez años de trabajos forzados. Tras cumplir esta condena fue liberado en 1955, regresó a Budapest y trabajó allí como empleado de la oficina estatal de levantamiento topográfico y geografía. Posteriormente asumiría además el cargo de director del Instituto de  Geografía económica de la Universidad Karl Marx de Budapest.

## Obras (selección)
- Avio-Führer – Führer für Luftreisende. Berlín W 50 (sin año de edición).
- Atlas für Politik, Wirtschaft, Arbeiterbewegung. Verlag für Literatur und Politik: Berlín (sin año de edición).
- Politische und Verkehrskarte der Sowjetrepubliken; G. Westermann: Braunschweig 1924.
- Führer durch die Sowjetunion; Neuer Deutscher Verlag: Berlín 1928.
- Groß-Hamburg; Neuer Deutscher Verlag: Berlín 1929.
- Europäisches Russland und die Randstaaten: Westermann-Verlag: Berlín et al. 1933.
- Welthandbuch – Internationaler politischer und wirtschaftlicher Almanach; Corvina Verlag: Budapest 1962.
- Под псевдонимом Дора (Bajo el seudónimo Dora), Wojenisdat, Moskau 1973 (en ruso).
  - En alemán: Dora meldet..., Militärverlag der DDR, Berlín 1974, 3. edición 1980.
  - Dóra jelenti – újra, Riport Tromm Andrással, a könyv szerkesztőjével (publicación del manuscrito sin censura), Budapest 2006.
- Magyarország autóatlasza; Kartográfiai Vállalat: Budapest 1979.
- Reiseführer und Atlas Donauknie und Umgebung. Kartográfiai Vállalat, Budapest 1979.